# Conostegia xalapensis
Espèce
Classification phylogénétique
Conostegia xalapensis est une espèce de plantes à fleurs du genre Conostegia et de la famille des Melastomataceae, C'est un arbuste originaire d'Amérique (Mexique, Amérique Centrale, Antilles, Colombie).
Selon Plants of the World Online, c'est un synonyme de Miconia xalapensis.

## Synonymes
- Conostegia lanceolata Cogn.
- Conostegia minutiflora Rose
- Melastoma xalapense Bonpl.

## Description
- Arbuste de 1,50 m à 7 m de haut.

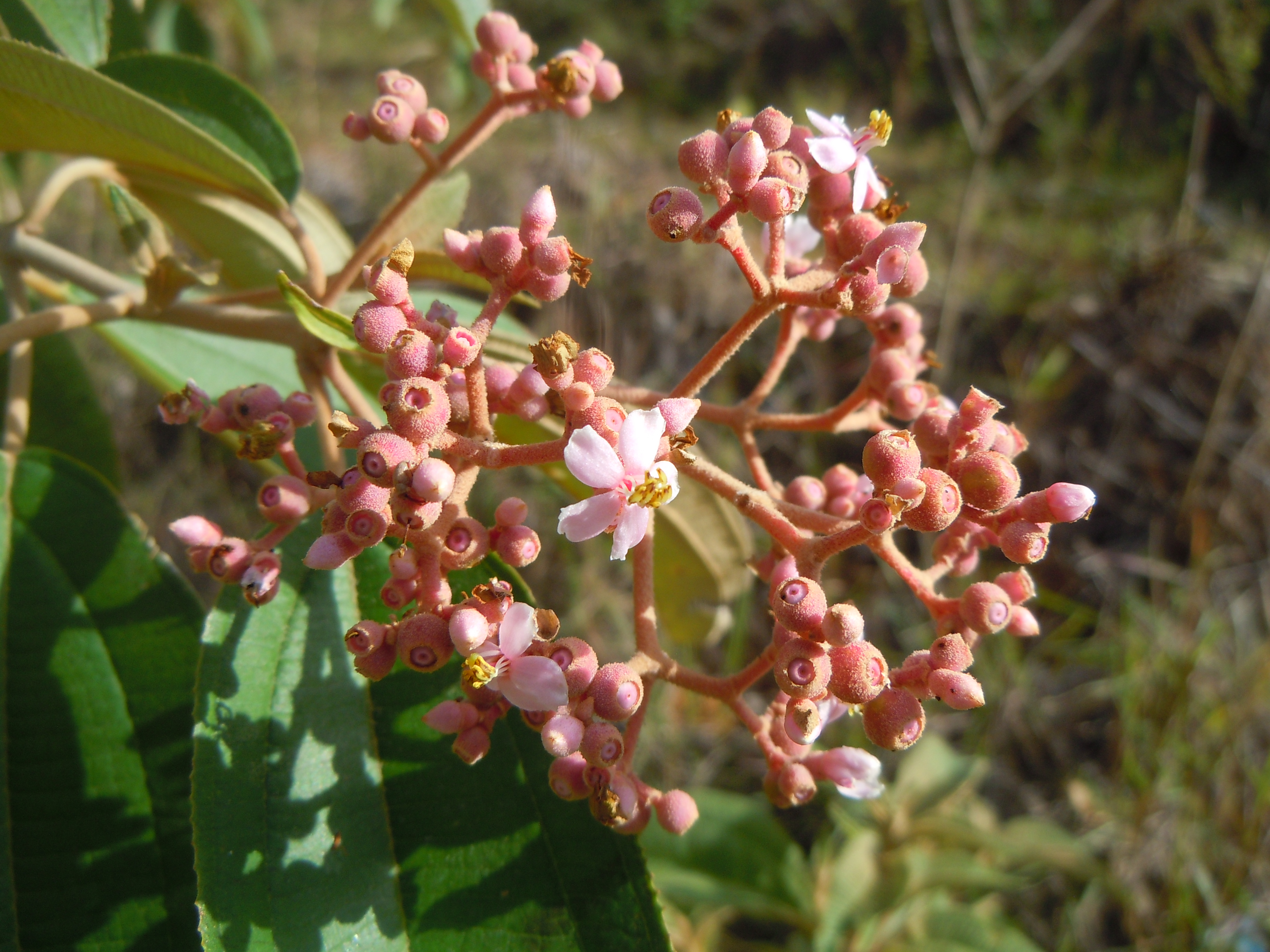
Infloresence

- Feuilles oblongues lancéolées avec 3 ou 5 nervures à l'apex aigu.
- Inflorescences de 4,5 à 9 cm de long, florissant toute l'année.

## Répartition
Mexique, Colombie, Cuba.